# Іванчов Павло Васильович
Павло Васильович Іванчов (2 червня 1972, Бедевля, Тячівський район, Закарпатська область — 25 лютого 2025, Крюківщина, Києво-Святошинський район, Київська область) — український вчений з напряму хірургії пухлинного походження, управління та організації медичних закладів України, педагог, керівник клінічної бази та відповідальний за лікувальну роботу відділення хірургії № 3 КНП «Київська міська клінічна лікарня швидкої медичної допомоги». Співавтор близько 200 наукових праць, надрукованих у вітчизняних та зарубіжних виданнях, 21 патента України на винахід, 2 свідоцтв про реєстрацію авторського права на твір, 1 підручника, 1 наукового посібника та 1 монографії.

## Життєпис
Павло Васильович Іванчов народився 2 червня 1972 року. у селищі Бедевля, Тячівського району, Закарпатської області.

## Освіта
Вищу медичну освіту здобув у 1995 році, закінчивши з відзнакою медичний факультет Ужгородського державного університету.
Із червня цього ж року продовжив навчання в інтернатурі за спеціальністю «Хірургія» (1995—1997) на кафедрі факультетської хірургії № 2 Національного медичного університету імені О. О. Богомольця. З 1997 року на базі цієї ж кафедри вчений проходив навчання в клінічній ординатурі за спеціальністю «Хірургія», а з 1999 року — в очній аспірантурі за спеціальністю «Хірургія». Після закінчення аспірантури, у грудні 2002 року, зарахований на посаду асистента кафедри факультетської хірургії. З 2003 року відповідав за лікувальну роботу та зв'язок кафедри з практичною системою охорони здоров'я.
У 2003 р. захистив кандидатську дисертацію на тему: «Хірургічна тактика при гострокровоточивих рецидивних після органозберігаючих операцій та резекцій шлунку пептичних виразках». В роботі вирішена актуальна хірургічна задача — покращення результатів лікування хворих з гострокровоточивими рецидивними після органозберігаючих операцій та резекцій шлунку пептичними виразками за рахунок розробки нових методів ендоскопічного гемостазу, ендоскопічного моніторингу та алгоритму лікувальної тактики з визначенням критеріїв показів, термінів проведення та вибору методів оперативних втручань. Розроблено 3 нових способи лікування гострокровоточивих рецидивних виразок та алгоритм хірургічної тактики, що дав змогу знизити показники загальної та післяопераційної летальності з 2,5 % та 5,5 % відповідно до 0, внаслідок зменшення у 2,1 рази кількості екстрених операцій.
В 2011 році захистив докторську дисертацію на тему: «Хірургічні аспекти гастродуоденальних кровотеч пухлинного походження», де на підставі багатофакторного аналізу пацієнтів із злоякісними та доброякісними пухлинами шлунка вивчено перебіг та важкість кровотеч залежно від локалізації, типу, патоморфологічних особливостей пухлинного ураження. Встановлено структуру ендоскопічних стигмат та їх вплив на частоту ранніх рецидивів кровотеч. Патоморфологічними дослідженнями доведено вплив тканинно-стромальних факторів і особливостей пухлинної ангіоархітектоніки на перебіг кровотеч. Розроблено лікувально-тактичні підходи, що дозволило у разі злоякісних пухлин збільшити хірургічну активність з 44,3 % до 52,6 %, радикальні операції з 66 % до 75 %, зменшити екстреній операції з 10,5 % до 6,2 %, загальну летальність з 10,0 % до 5,8 %, післяопераційну — у 2,7 раза (з 11,6 % до 4,3 %), ускладнення після радикальних операцій у 2,4 раза, та нерадикальних;— у 1,2 рази; у разі доброякісних неепітеліальних пухлин підвищити хірургічну активність з 80 % до 87,5 % без летальних наслідків, знизити екстрені операції у 2,5 раза (з 17,9 % до 7,1 %), післяопераційні ускладнення утричі; у разі поліпів довести хірургічну активність до 100 %, збільшити первинно-невідкладні ендоскопічні поліпектомії з 62 % до 87,8 %.
З 2010 року переведений на посаду доцента. З 2013 по 2021 роки був професором кафедри хірургії № 3 університету, а з квітня 2021 року — очолював її.
Вчене звання доцента присвоєно у 2012 році, професора — у 2016 році.

## Трудова діяльність
П. В. Іванчов мав вищу кваліфікаційну категорію, виконував хірургічні операцї на органах черевної порожнини, включаючи малоінвазивні лапароскопичні операції.
Двічі (2006 та 2007 рр.) проходив стажування в США (штат Каліфорнія, Сан-Франциско) в шпиталі California Pacifi c Medical Center у клініках трансплантології, лапароскопічної хірургії, хірургії печінки, жовчних шляхів і підшлункової залози (3 сертифіката).
Професор П. В.  Іванчов був керівником клінічної бази та відповідальним за лікувальну роботу відділення хірургії № 3 КНП «Київська міська клінічна лікарня швидкої медичної допомоги». Під його керівництвом впроваджувалися лапароскопічні підходи та новітні технології з використанням ультразвукових і електрохірургічних енергетичних приладів моно- та біполярного режиму, що дозволяє суттєво скоротити час проведення оперативних втручань та, водночас, забезпечує безкровність і абластичність. У клініці під керівництвом та за безпосередньої участі Павла Васильовича розроблено та впроваджено у клінічну практику лікувально-тактичні алгоритми лікування хворих з гостроускладненими злоякісними ураженнями шлунка та товстої кишки. Розроблено методики реконструкції після виконання резекції шлунка і гастректомії, у тому числі створення резервуарних стравохідно-тонкокишкових співусть («штучний шлунок») та методики анастомозування кишкових сегментів після проведення обширних резекцій товстої кишки, що базуються на використанні сучасного арсеналу зшиваючих лінійних та циркулярних степлерів, котрі захищені Деклараційними патентами України. Впровадження цих методик у практику клініки суттєво покращило безпосередні та віддалені результати лікування хворих з гостроускладненими формами раку шлунка та товстої кишки. Сьогодні вчений спільно із своїми учнями та колегами працює над розробкою та впровадженням у комплексне хірургічне лікування хворих з гостроускладненим раком шлунка та колоректальної зони методик проведення лімфодисекції, згідно прийнятих світових онкологічних стандартів, що визначає суттєве збільшення питомої ваги радикальних оперативних втручань, котрі проводяться в ургентних умовах за життєвими показаннями.
На базі кафедри забезпечується навчальний процес з дисципліни «хірургія» для студентів 2-го курсу фармацевтичного (очна та заочна форма навчання) факультету, 4-го, 5-го, 6-го курсів медико-психологічного, 3-го медичного факультетів та факультету збройних сил України. Також проходять підготовку за спеціальністю «хірургія» лікарі інтерни та клінічні ординатори. П. В. Іванчов велику увагу приділяє удосконаленню свого наукового та професійного рівня. Щорічно бере активну участь в роботі міжнародних конференцій з актуальних питань ургентної хірургії, гострих ускладнень раку шлунка та колоректальної зони. Під його науковим керівництвом активно проводяться дисертаційні дослідження з актуальних питань ургентної хірургії та онкохірургії.
Є співавтором близько 200 наукових праць надрукованих у вітчизняних та зарубіжних виданнях, 21 Патента України на винахід, 2 свідоцтв про реєстрацію авторського права на твір, 1 підручника, 1 наукового посібника та 1 монографії.
Виконуючи адміністративну, лікувальну, науково-педагогічну (проводить практичні, семінарські та лекційні заняття з хірургії для студентів 4, 5, 6-го курсів медичного факультету № 3, ФПЛЗСУ, медико-психологічного факультету та студентів 2-го курсу фармацевтичного факультету) діяльність, професор П. В.  Іванчов в НМУ імені О. О. Богомольця також є членом апробаційної ради «Загальні питання хірургії» при Національному медичному університеті імені О. О. Богомольця та очільником учбово-методичної, наукової та лікувальної роботи кафедри хірургії № 3. З вересня 2017 р. його обрано членом Вченої ради медичного факультету № 3, а з травня 2021 р. — членом Вченої ради НМУ імені О. О. Богомольця.
Враховуючи особистий внесок П. В. Іванчова у розвиток вітчизняної медицини, в березні 2017 р. його обрано дійсним членом (академіком) Української академії наук. З червня 2021 р. був головою відділення медико-біологічних наук УАН.
У 2021 р. П. В. Іванчов закінчив економічний факультет ВНЗ «Національна Академія управління» і отримав другу вищу освіту за спеціальністю 072 «Фінанси, банківська справа та страхування».
У листопаді 2021  р. вдруге захистив докторську дисертацію на тему: «Державне управління трансформацією медичної системи України на ринкових засадах» за спеціальністю «Економіка та управління національним господарством» та здобув науковий ступінь доктора економічних наук. У науковому дослідженні наведено фундаментальні імперативи трансформації медичної системи в Україні й теоретико-методологічні основи дослідження державного управління трансформацією медичної системи України на ринкових засадах. Охарактеризовано ґенезу парадигми державного управління трансформацією України та сформовано нову парадигму розвитку медичної системи крізь призму ринкової економіки. Проаналізовано інституційні, організаційно-правові та фінансово-економічні аспекти державного регулювання реформування системи охорони здоров'я в Україні із визначенням динаміки стану та основних проблем системи охорони здоров'я. Визначено можливості впровадження державно-приватного партнерства в медичній галузі України. Розроблено стратегічні пріоритети державного управління ринкової трансформації системи медицини відповідно до виявлених у ході дослідження проблем розвитку медичної галузі та перешкод становлення ринку медичних послуг в Україні. Сформовано комплексну систему надання медичних послуг в Україні на ринкових засадах, яка передбачає діяльність учасників державного, комунального, приватного секторів та страхової медицини. Змодельовано можливості трансформації медичної системи України з урахуванням зміни механізмів фінансування системи охорони здоров'я та інноваційно-технологічного розвитку галузі.

## Загибель
25 лютого 2025 року загинув у своєму будинку у селі Крюківщина поблизу Києва разом з дружиною від вибуху російського ударного дрону.

## Особисте життя
Дружина — Тетяна Кулик, ведуча та редакторка суспільно-політичних програм «Центрального каналу» (КДТРК) і Всесвітньої служби радіомовлення України, а також журналістка сайту «Укрінформ». Загинула разом з чоловіком 25 лютого 2025 року.

## Нагороди
- Грамота Священного Синоду Української православної Церкви
- Подяка МОЗ України за вагомі досягнення у професійній діяльності та сумлінну працю відзначений
- Лауреат Премії Кабінету Міністрів України за розроблення і впровадження інноваційних технологій в хірургії
- За винахідництво в галузі медицини відзначений почесною нагородою на міжнародній науковій конференції у Тайбеї, Тайвань.
- Почесна відзнака-орден «Медична слава»
- «Заслужений лікар України» — 2018 р.
- Нагороджений відзнакою Святого Великомученика і Цілителя Пантелеймона
- Нагороджений медаллю Святого Архістратига Михаїла
- Нагороджений медаллю Europa Virtutibus Unita (Європа — Союз Цінностей)
- Нагороджений почесною грамотою МОЗ України — 2021 р.
- За сумлінну, професійну працю та милосердя нагороджений медаллю «Знання, душу, серце — людям» — 2021 р.
- Міністерством фінансів України та Державним податковим університетом нагороджено медаллю «За самовіддане служіння науці» — 2022 р.
- За видатні досягнення у прогресі суспільства нагороджений «Срібною медаллю» Української академії наук — 2022 р.
- За особливі заслуги перед Українською Природою та у зв'язку з 75-річчям Українського товариства охорони природи нагороджено Почесною ювілейною грамотою УТОП — 2022 р
- Національна премія України імені Бориса Патона 2022 року — за роботу «Організація екстреної медичної допомоги та лікування гострої крововтрати в умовах бойових дій та клінічній практиці» (у складі колективу)[5]